# Fredriksvern
Fredriksvern était une importante base navale située à Stavern, au sud de la municipalité de Larvik dans le comté de Vestfold og Telemark, en Norvège. Elle porte le nom de Frédéric V, roi du Danemark.

## Histoire
Les activités militaires dans le port de Stavern ont commencé avec la construction du fort de Stavern, partie d'une importante construction de forteresses norvégiennes qui a eu lieu de 1675 à 1679 sous Christian IV. Stavern a probablement été un port depuis l'Antiquité. La forteresse sur  l'îlot Citadelløya a été construite dans les années 1680 par le comte Ulrik Frederik Gyldenløve et a joué un rôle important lors de la Grande guerre du Nord de 1709 à 1720. 
Au cours de l'hiver 1748-1749, le roi Fredrik V ordonna la construction d'un chantier naval et d'une cale sèche en Norvège et en 1750, la première base de commandement navale norvégienne fut construite. Le roi l'a fait comme mesure défensive en cas de guerre avec la Suède. Une base navale en Norvège pourrait soutenir la force terrestre en cas d'invasion suédoise en coupant le transport naval des troupes et des fournitures suédoises, réduisant ainsi le risque d'une telle invasion. Le chantier naval de Fredriksvern (Fredriksværns Værft) a été achevé en 1750 et un certain nombre de navires y ont été construits, dont une frégate en 1775.
L'église de Stavern, qui était l'ancienne église de Fredriksvern, a été achevée en 1756 en tant qu'église de garnison. Il a été construit d'après les plans de l'officier de marine et architecte militaire Michael Johan Herbst (1699-1762), qui était commandant de Fredriksvern Verft. L'église reflétait les influences des styles architecturaux renaissance et baroque.
La base principale de la flotte commune était à Copenhague, mais lorsque la Norvège et le Danemark se sont séparés en 1814, Fredriksvern est devenu la base principale de la marine royale norvégienne. La flotte commune avait été décimée par le raid britannique en 1807 et les Norvégiens ont obtenu la moindre part de ce qui restait à la fin de l'union. Il est vite devenu évident qu'une expansion majeure de la marine devait avoir lieu. Fredriksvern avait un défaut stratégique, il était difficile de se défendre contre une attaque terrestre. De plus, sa capacité était trop petite pour la nouvelle marine élargie. Déjà en 1815, il a été décidé de chercher un nouvel emplacement pour la base navale principale. Mais la Norvège était extrêmement pauvre et l'expansion de la flotte et la construction de la nouvelle base ont été retardées. Au cours des années 1830, une nouvelle base navale principale a été construite à Horten, mais Fredriksvern a continué à être une base navale importante et est restée active en tant qu'académie de l'armée de l'air jusqu'en 2002.

## Galerie

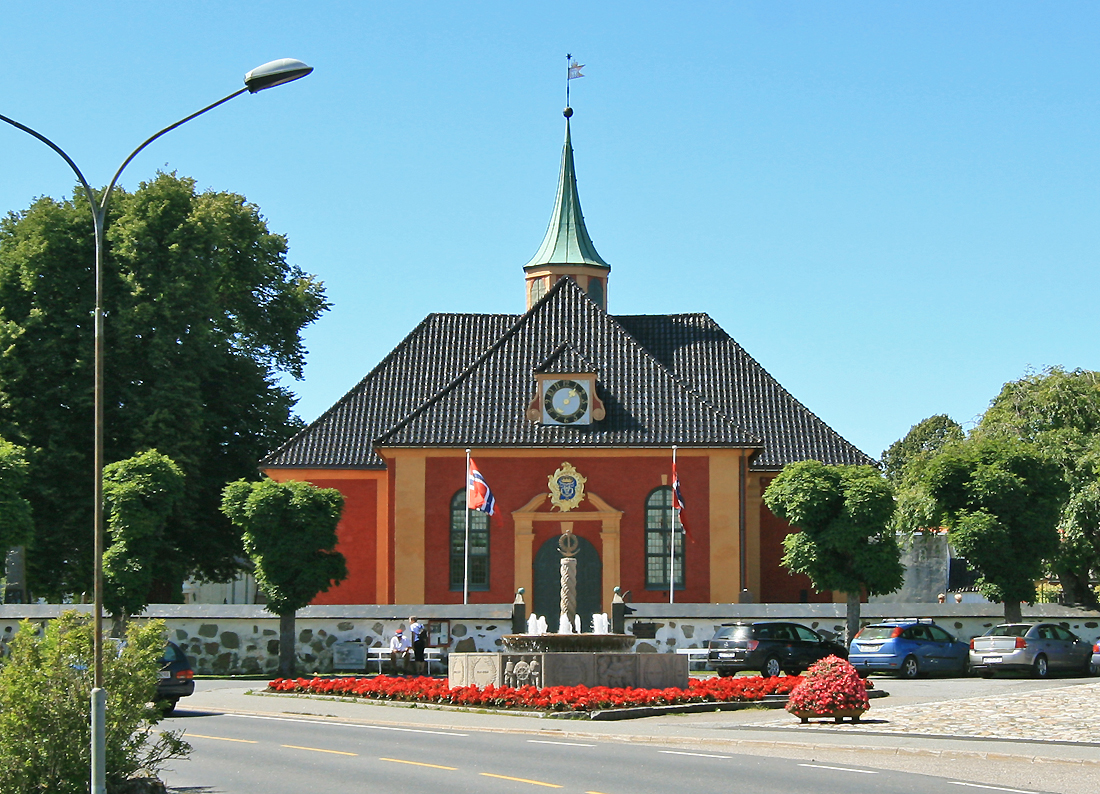
Église de Stavern
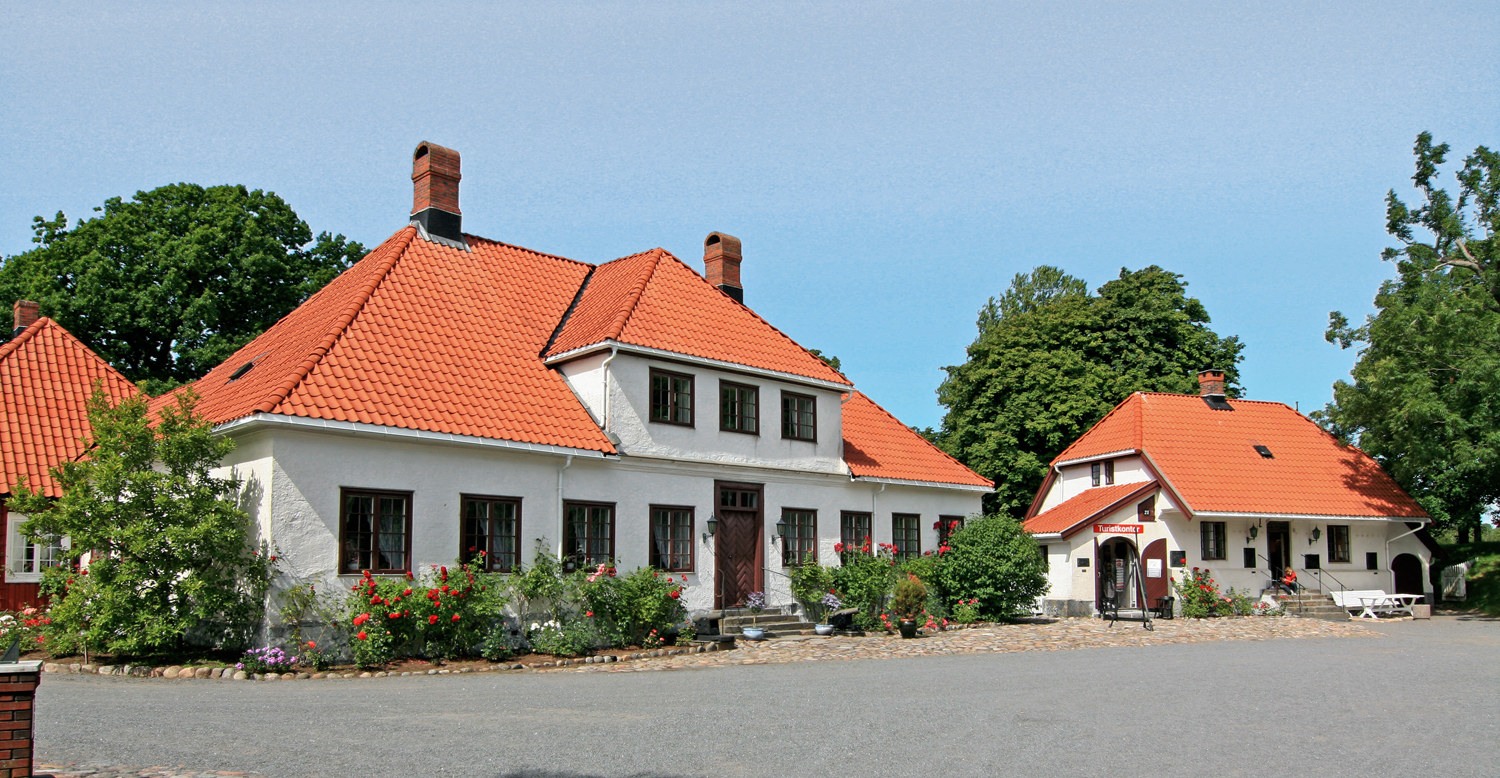
Résidence du commandant
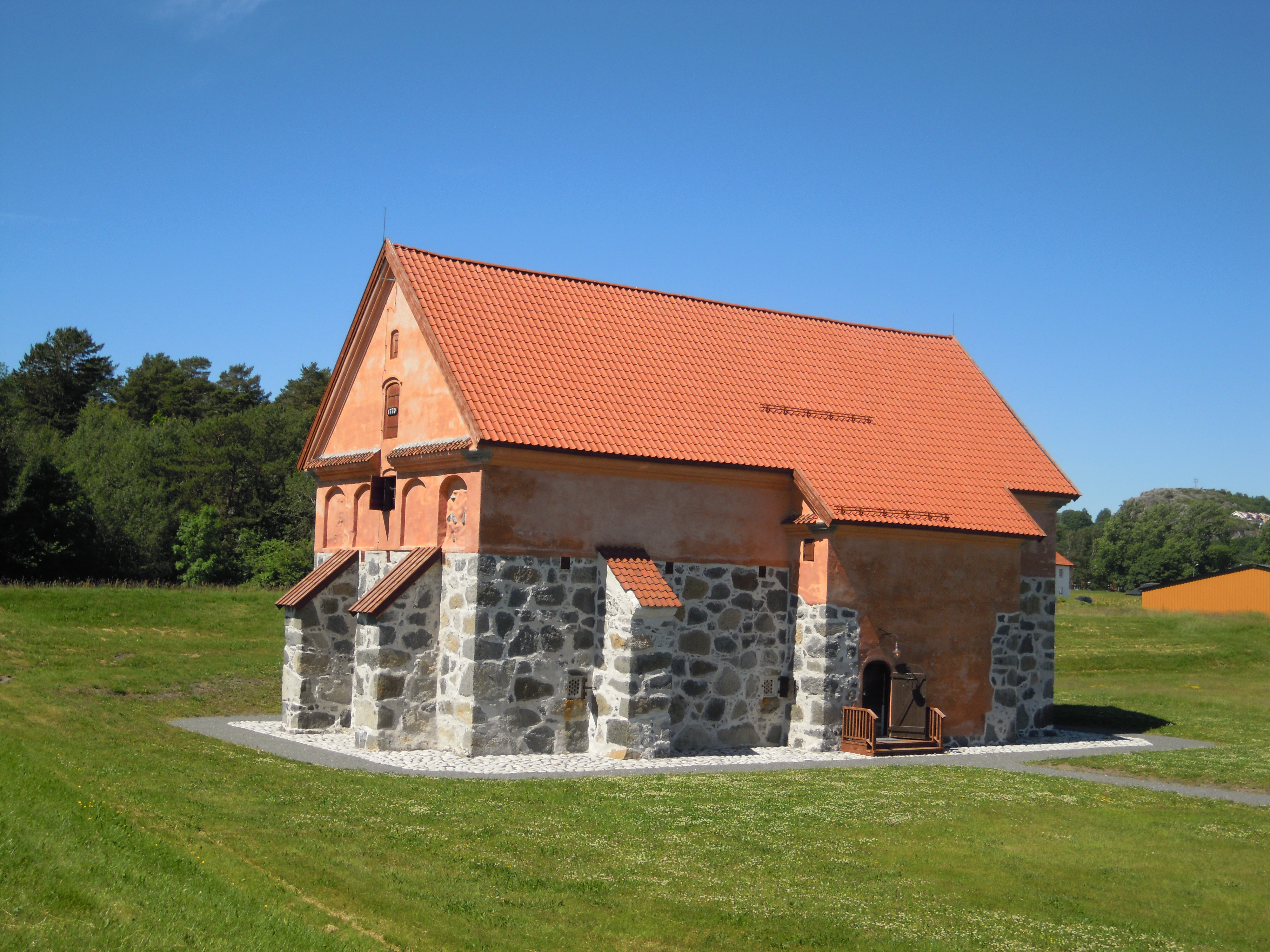
Poudrière
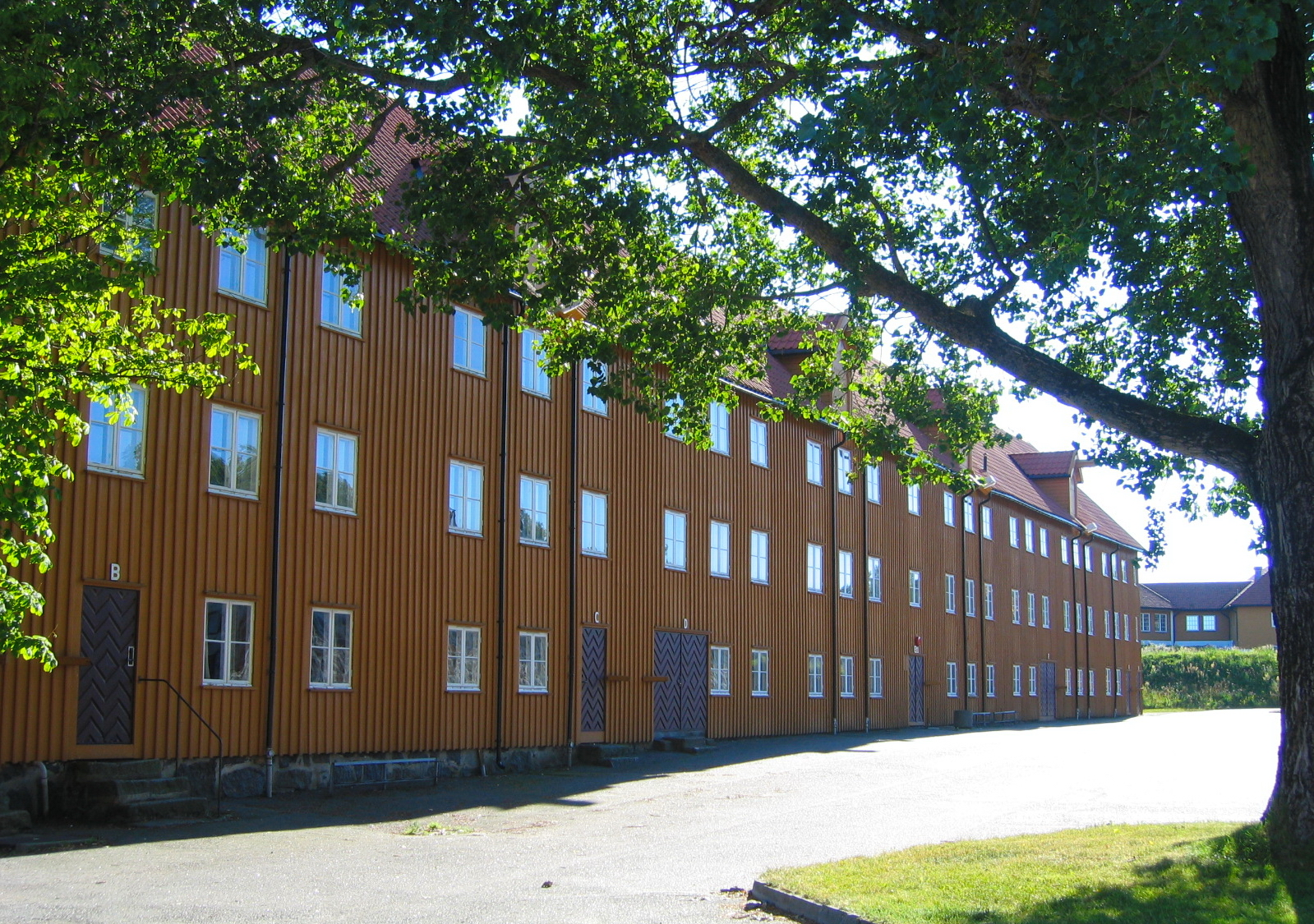
Logement des cadets

### Source de la traduction
- (en) Cet article est partiellement ou en totalité issu de l’article de Wikipédia en anglais intitulé « Freddriksvern » (voir la liste des auteurs).